# Frederick William Borden
Pour les articles homonymes, voir Borden.
Sir Frederick William Borden (14 mai 1847-6 janvier 1917) est un homme politique canadien de la Nouvelle-Écosse. Il est député fédéral libéral de la circonscription néo-écossaise de Kings de 1874 à 1882, de 1887 à 1891 et de 1892 à 1911.
Il est ministre de la Milice et de la Défense dans le cabinet de Wilfrid Laurier et est le père de la plus illustre victime de la seconde guerre des Boers, Harold Lothrop Borden. Plusieurs historiens créditent Borden de la création d'un corps militaire canadien financé et modernisé avec l'établissement d'un personnel et d'un corps médical et de transport. Ce dernier ayant permis le déploiement autonome d'importants bataillons canadiens dans un contexte impérial britannique. Son action a permis de mener à la création du Corps expéditionnaire canadien pendant la Première Guerre mondiale en 1914.

## Biographie
Né à Cornwallis Township en Nouvelle-Écosse, Borden étudie et obtient en 1866 un bachelor of Arts de l'Université de King's College de Windsor en Nouvelle-Écosse. Il se joint ensuite à la milice du King's College en tant que cadet et assistant chirurgien du 68e bataillon d'infanterie (Kings) en 1869. En 1868, il obtient un doctorat en médecine (M.D.) de Harvard Medical School. Pratiquant en tant que médecin dans la région de Canning, il ajoute les affaires à sa pratique en travaillant comme banquier, acheteur de propriétés immobilières et de bateaux. Il contribue à la fondation du Cornwallis Valley Railway (en) pour l'établissement d'une voie ferrée de Canning à Kentville en 1887. En 1895, il crée la F. W. Borden Company, par la suite connue sous la forme Nova Scotia Produce and Supply Company, une entreprise supervisant des activités commerciales dans le domaine de l'agriculture, du bois, de la navigation et de l'investissement.

## Politique
Borden entre en politique en 1874 en devenant député libéral de Kings. Il conserve cette fonction jusqu'en 1911, avec un interruption entre 1882 et 1887.

### Ministre de la Milice et de la Défense
Occupant le poste de ministre de la Milice et de la Défense de 1896 à 1911 dans le cabinet Laurier, Borden entreprend de nombreuses réformes afin de rendre l'armée canadienne en capacité d'agir de façon autonome entre autres par l'établissement de son propre corps d'approvisionnement et d'un corps médical. Il augmente également le taux de fréquentation des officiers canadiens dans les collèges d'état-major britannique et indiens de Camberley et de Quetta et utilise cette main-d'œuvre graduée pour créer le Collège militaire royal du Canada de Kingston et ses divisions régionales.
Il augmente également le salaire et les bénéfices de retraites des militaires et les équipe avec des armes modernes. Il permet aussi l'établissement de règles visant la durée de commandement et la décentralisation de l'administration.

## Honneurs
La base des Forces canadiennes Borden, berceau de l'Aviation royale canadienne près de Barrie en Ontario est fondée et nommée en son honneur en 1916.
Suivant la succession du roi Édouard VII et de la fin de la Seconde guerre de Boers avec le traité de Vereeniging, Borden est fait chevalier commandant de l'Ordre de Saint-Michel et Saint-Georges dans les honneurs remis à la suite du couronnement de 1902,. Suivant une revue de la flotte à Spithead pour marquer le couronnement en août 1902, il avait reçu l'ordre d'investiture la veille sur le yacht royal Victoria and Albert. Il est également fait chevalier (Knight of Grace) du Très vénérable ordre de Saint-Jean de Jérusalem en 1902, ainsi que du rang de chirurgien-général honoraire de l'Armée britannique lors des honneurs de couronnement de 1911.

## Fin de vie
Borden meurt à Canning en 1917 et est inhumé dans le Hillaton Cemetery. Ses deux principales demeurent sont la Stadacona House qui abrite le haut-commissariat (en) du Brunei à Ottawa et la Borden Place qui est maintenant un site historique national à Canning,.